# Донатец, Таня
Таня До́натец, немецкий вариант — Таня До́нат (в.-луж. Tanja Donatec, нем. Tanja Donath, род. 27 июля 1971 года, Баутцен, Германия) — серболужицкая оперная певица (меццо-сопрано). Лауреат национальной премии имени Якуба Чишинского (2005).

## Биография
До 2001 года обучалась в музыкальных академиях Лейпцига (в классе Нормана Шетлера) и Вене. Потом занималась у германских оперных певцов Христы Людвиг, Бригитты и Хедвига Фассбендер, Герхарда Хари, Хельмута Риллинга и венгерской певицы Юлии Хамари.
Для певицы характерен широкий разнообразный жанровый репертуар. В своём творчестве использует произведения камерной музыки, от сочинений оратория XVI века до современной музыки, оперы и оперетты, серболужицких народных произведений. Пела в многочисленных оперных концертах и спектаклях в Германии и за рубежом (Internationales Opernstudio Meran, Prinzregententheater в Мюнхене, Гевандхаус, Concerto Köln, Международный летний музыкальный фестиваль в Варне).
В 2002 году спела роль Дафны во время премьеры оперы Якопо Пери на сцене венского зала «Wiener Kammeroper». .
Выиграла различные музыкальные призы и стала лауреатом известных международных музыкальных конкурсов: «Дебют в Мерано» (Мерано, Италия), «Riccardo Zandonai» (Роверето, Италия), «Orfeo 2000» (Ганновер, Германия). В 2005 году удостоилась серболужицкой национальной премии имени Якуба Чишинского.
В настоящее время руководит неформальной Серболужицкой певческой академией в составе Серболужицкого национального ансамбля.

## Дискография
- Ulrich Pogoda, Sinfonische Werke (MDR-Sinfonieorchester Leipzig) (2002)
- Kammermusik sorbischer Meister (1995)
- Bjarnat Krawc, 33 serbskich ludowych spěwow («33 sorbische Volkslieder») (1999)
- Korla Awgust Kocor, Serbski kwas («Die sorbische Hochzeit») — Oratorium (1998)
- Korla Awgust Kocor, Nalěćo («Der Frühling») — Oratorium (2000)
- Korla Awgust Kocor, Nazyma («Der Herbst») — Oratorium (2005)
- Jan Raupp, Žiwjenski spěw («Lebenslied») (1998)